# Hearts and Horses
Pour plus de détails, voir Fiche technique et Distribution.
Hearts and Horses est un film muet américain réalisé par Wallace Reid et sorti en 1913.

## Fiche technique
- Titre : Hearts and Horses
- Réalisation : Wallace Reid
- Scénario : R.D. Armstrong, Hal Reid
- Photographie :
- Montage :
- Producteur :
- Société de production : American Film Manufacturing Company
- Société de distribution : Mutual Film
- Pays d'origine :  États-Unis
- Langue : film muet avec les intertitres en anglais
- Format : Noir et blanc — 35 mm — 1,33:1 — Muet
- Genre : Western
- Durée : 10 minutes
- Dates de sortie : 
  -  États-Unis : 12 juin 1913

## Distribution
- Wallace Reid : Bill Walters
- Vivian Rich : l'amoureuse de Bill
- Chester Withey : le shérif
- George Field :le voleur de chevaux